# Stazione di Tazawako
La Stazione di Tazawako (田沢湖駅?, Tazawako-eki) è una stazione ferroviaria di Senboku, nella prefettura di Akita nella regione del Tōhoku.

## Linee
- East Japan Railway Company
  - ■ Akita Shinkansen
  - ■ Linea Tazawako